# Snezana Spasenoska
Snezana Spasenoska (även omnämnd som Snežana Spasenoska), född 31 oktober 1955 i Jugoslavien, är en svensk skådespelare.
Spasenoska gjorde sin skådespelardebut i TV-serien Painkiller regisserad av Gabriela Pichler. Här spelar hon en av huvudrollerna som Dijana, en städerska med kronisk smärta sedan 20 år tillbaka.

## Filmografi (i urval)
- 2024 – Painkiller (TV-serie)